# Massimo Faggioli
Massimo Faggioli (Codigoro, 1970) è uno storico delle religioni italiano.
Ha ottenuto la laurea in scienze politiche nel 1994 presso l'Università di Bologna e un dottorato di ricerca in storia religiosa nel 2002 presso l'Università di Torino. Ha trascorso periodi di studio e ricerca presso la facoltà di teologia alla Eberhard-Karls-Universität a Tübingen (Germania) e alla Université Laval in Québec (Canada). Ha insegnato come visiting professor alla Universitè Catholique de Louvain (Louvain-la-Neuve) nel 2023 e alla Katholisch-Theologische Fakultät della Università di Innsbruck nel 2025.
Dal 1996 al 2008 ha lavorato presso l'Istituto per le scienze religiose (poi Fondazione Giovanni XXIII) di Bologna, diretto da Giuseppe Alberigo.
Nel 2008 si è trasferito negli Stati Uniti d'America, dove nel 2009 è diventato professore associato presso l'University of St. Thomas, nel Minnesota, diventando di ruolo nel 2013. Nel 2016 è passato quindi alla Villanova University, in Pennsylvania. Nel 2023 è stato eletto nel comitato editoriale della rivista internazionale di teologia Concilium.
Il 12 giugno 2025 il Loyola Institute del Trinity College di Dublino ha annunciato la nomina di Massimo Faggioli a 
Professore di Ecclesiologia Storica e Contemporanea.
Fa parte della redazione della rivista cattolica indipendente italiana Il Regno e scrive regolarmente per Jesus. Dal 2016 è editorialista per la rivista cattolica basata a New York Commonweal e dal 2014 al 2025 ha tenuto una rubrica per La Croix International.
Nel 2018 ha ricevuto un dottorato honoris causa in teologia dalla Sacred Heart University (Connecticut, USA).

## Opere
- Il vescovo e il concilio. Modello episcopale e aggiornamento al Vaticano II, Bologna, Il Mulino, 2005.
- Breve storia dei movimenti cattolici, Roma, Carocci, 2008.
- Vera riforma. Liturgia ed ecclesiologia nel Vaticano II (True Reform. Liturgy and Ecclesiology in Sacrosanctum Concilium), Collegeville, Liturgical Press, 2012 (edizione italiana 2013).
- Interpretare il Vaticano II. Storia di un dibattito (Vatican II. The Battle for Meaning), Mahwah, Paulist Press, 2012 (edizione italiana 2013).
- Nello spirito del concilio. Movimenti ecclesiali e recezione del Vaticano II, Cinisello Balsamo, San Paolo, 2013.
- Papa Francesco e la "chiesa-mondo", Roma, Armando Editore, 2014.
- Cattolicesimo, nazionalismo, cosmopolitismo. Chiesa, società e politica dal Vaticano II a papa Francesco (Catholicism and Citizenship. Political Cultures of the Church in the Twenty-First Century) Collegeville, Liturgical Press, 2017 (edizione italiana 2018).
- Joe Biden and Catholicism in the United States, Bayard, 2021 (anche in italiano e in francese).
- The Oxford Handbook of Vatican II, eds. Catherine Clifford and Massimo Faggioli (Oxford: Oxford University Press, 2023), 777 pp.
- Da Dio a Trump. Crisi cattolica e politica americana, Scholé, 2025